# Rytmus (rapper)
Rytmus, vlastním jménem Patrik Vrbovský (* 3. ledna 1977 Kroměříž), je slovenský rapper, zpěvák, herec, televizní osobnost (z poloviny romského původu) a zakladatel skupiny Kontrafakt, který vystupuje také sám či ve spolupráci s jinými týmy nebo zpěváky. Ze začátku vystupoval pod jménem Pa3k Metamorfolord.

## Hudební kariéra
Je označován za jednoho z nejvulgárnějších, ale i nejnadanějších ve svém oboru na Slovensku. Vyznačuje se hlubokým hlasem. Rapoval už v první polovině devadesátých let na kultovní výběrovce slovenského hip-hopu Zvuk ulice. V roce 2006 vydal sólové album Bengoro.
V uskupení Kontrafakt se pak jednalo hlavně o singl Kontrafakt, mixtape Tri špinavé mená (2003) a alba E.R.A.(2004) a Bozk na rozlúčku (2007). Rytmus vystupuje v klubech a na koncertech na Slovensku, v Čechách, na Moravě a ve Slezsku. V roce 2008 vydal desku Si zabil, o rok později album Král (song „Zlatokopky“) a 2.12.2011 album Fenomén (song „Deti stratenej generácie“).
Začátkem března 2011 byla v čase televizního přenosu ze soutěže Miss Universe 2011 poprvé prezentovaná skladba Technotronic Flow, která se objevila na sólovém albu DJ Mad Skilla, který ji produkoval.
25. března 2011 se uskutečnila v bratislavském klubu Dopler premiéra klipu ke kontroverzní skladbě „Jebe“. Této premiéře předcházel asi devítisekundový sestřih tohoto videoklipu, který Rytmus prezentoval na své oficiální stránce na sociální síti Facebook. Na YouTube zhlédlo klip přes šest milionů diváků. Písničku s názvem „Jebe“ odvysílala stanice Evropa 2 a hudební televize Óčko, která ji nasadila do své hitparády.
V roce 2012 spatřila světlo světa další deska Jediní čo hřeší.
Na konci listopadu 2016 vydal album Krstný otec – přes 30 000 prodaných hudebních nosičů.
V prosinci 2016 složil sublabel Pozor Records, kde se chce věnovat hlavně hledání nových talentů. Prvním interpretem pod značkou se v březnu 2017 stál P.A.T. Pouličný Autor Tónov.

## Porotce
Na podzim 2010 se stal jedním z porotců druhé řady televizní soutěže Česko Slovenská SuperStar. Začátkem února 2012 se společně se svou partnerkou Darou Rolins, Michalem Davidem a Pepou Vojtkem stal jedním z koučů televizní soutěže Hlas Česko Slovenska na TV Nova a TV Markíza. V roce 2024 a 2025 zasedl v porotě rapové soutěže THE MAG WRAP.

## Diskografie

### Studiová alba

#### Solo
| Rok  | Album                                                                      | Nejvyšší umístění v hitparádě | Nejvyšší umístění v hitparádě | Certifikace                    |
| Rok  | Album                                                                      | SK                            | CZ                            | Certifikace                    |
| ---- | -------------------------------------------------------------------------- | ----------------------------- | ----------------------------- | ------------------------------ |
| 2006 | Bengoro - Vydáno: 24. duben 2006 - Vydavatel: Tvoj Tatko Records, Sony BMG | 3                             | –                             | SK: platinová                  |
| 2009 | Kral - Vydáno: 30. listopad 2009 - Vydavatel: Tvoj Tatko Records, EMI      | –                             | 5                             | SK: platinová                  |
| 2011 | Fenomen - Vydáno: 2. prosinec 2011 - Vydavatel: Tvoj Tatko Records, EMI    | –                             | 2                             | SK: 3x platinová CZ: platinová |
| 2016 | Krstný Otec - Vydáno: 27. listopad 2016 - Vydavatel: Tvoj Tatko Records    | 1                             | 2                             | SK: 7x platinová               |

#### S Kontrafaktem
- E.R.A. (2004)
- Bozk na rozlúčku (2007)
- Navždy (2013)
- Real Newz (2019)
- KF ako Rolls (2021)

### Kompilační alba
- Si zabil (2008)
- Jediný čo hreší (2012)
- Skap (2018)

## Herecká kariéra
Zahrál si také např. ve filmech Fabrika smrti: mladá krv (Slovensko, 2009), Bastardi (Česko, 2010), Smrtonosná past: Opět v akci (Amerika, 2013), I.T. (Amerika, 2016), a v seriálu Mesto tieňov (Slovensko, 2012).

## Zajímavosti
Ve videoklipu k songu „Zlatokopky“ z desky Král si zahrála hlavní roli česká modelka Agáta Prachařová.

## Rodinné vztahy

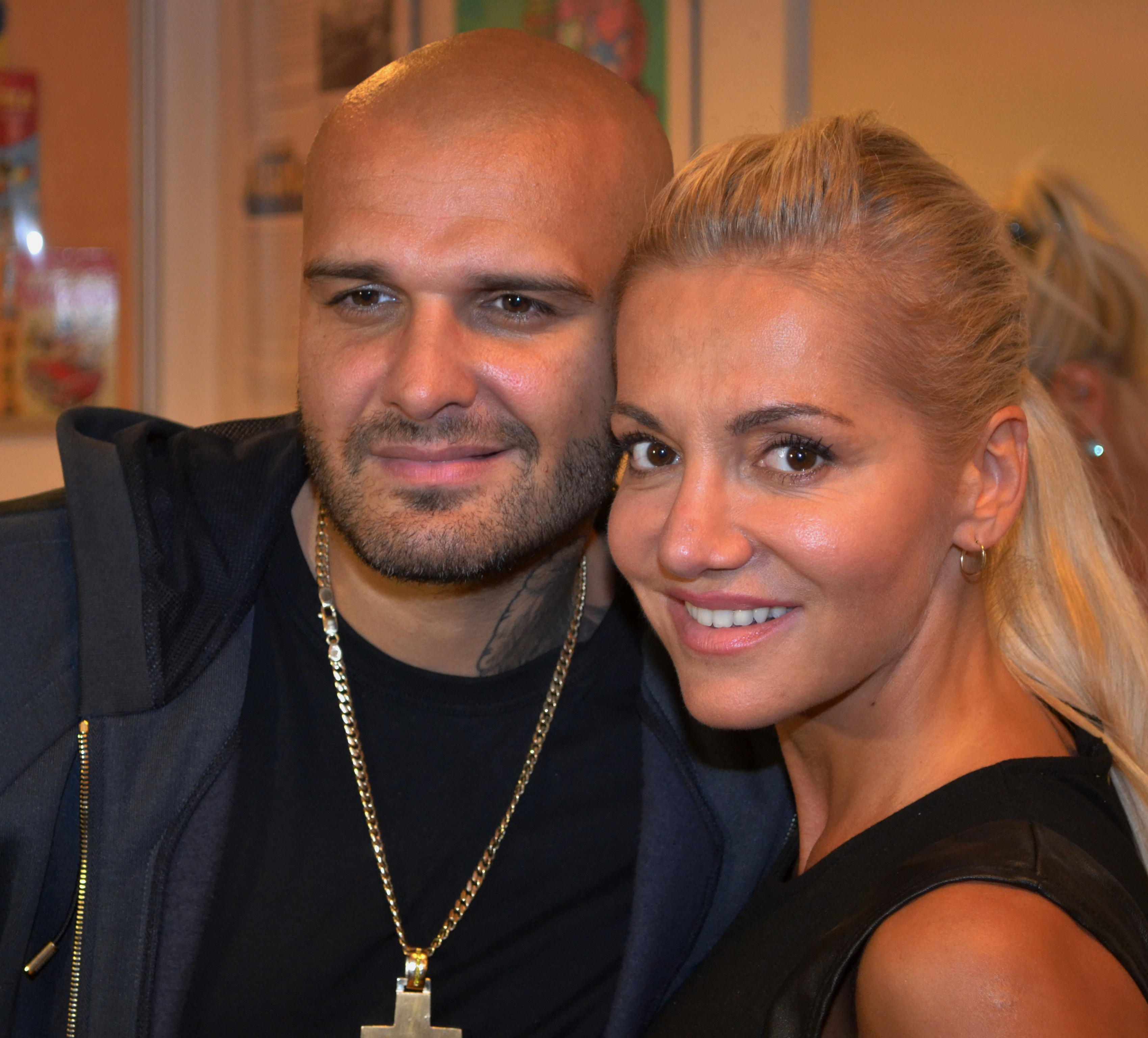
Rytmus s Darou Rolins

Jeho partnerkou byla od roku 2011 slovenská zpěvačka Dara Rolins, se kterou se v březnu 2018 rozešel.
Jeho současnou manželkou je slovenská moderátorka, modelka a finalistka Miss Universe SR 2009, Jasmina Alagič, se kterou se v listopadu 2018 zasnoubil a 18. května 2019 oženil. V červenci 2019 se jim narodil syn Sanel.